# توريخوس (إسبانيا)
تُريخُس أو توريخوس (بالإنجليزية: Torrijos, Spain)‏ هي بلدية ومدينة في منطقة الحكم الذاتي كاستيا-لا مانتشا وتقع في مقاطعة طليطلة في وسط إسبانيا. تبلغ مساحة هذه المدينة 17 (كم²)، ويبلغ عدد سكانها 13117 نسمة حسب إحصاء المعهد الوطني الإسباني سنة 2009 م.

## معرض صور

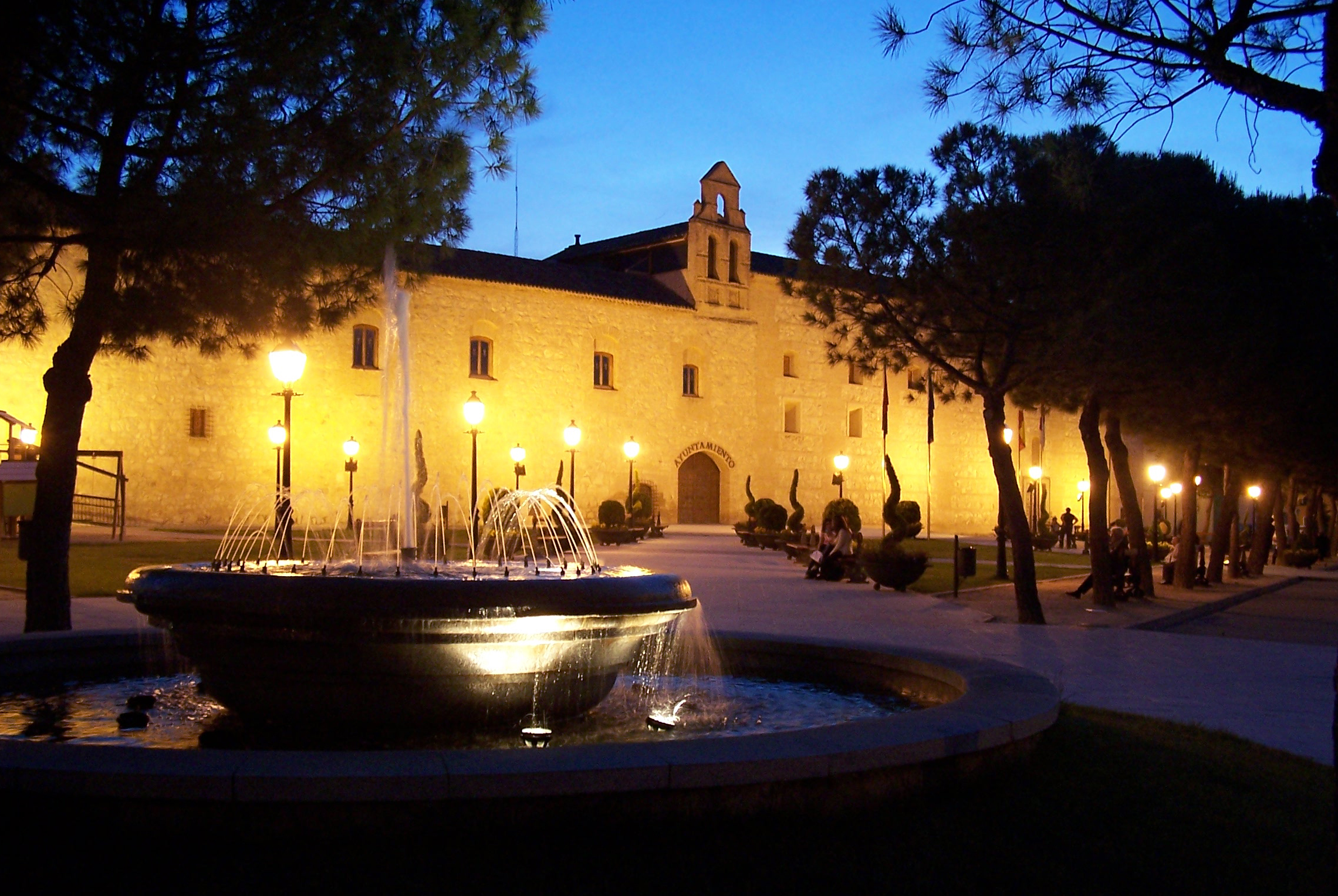
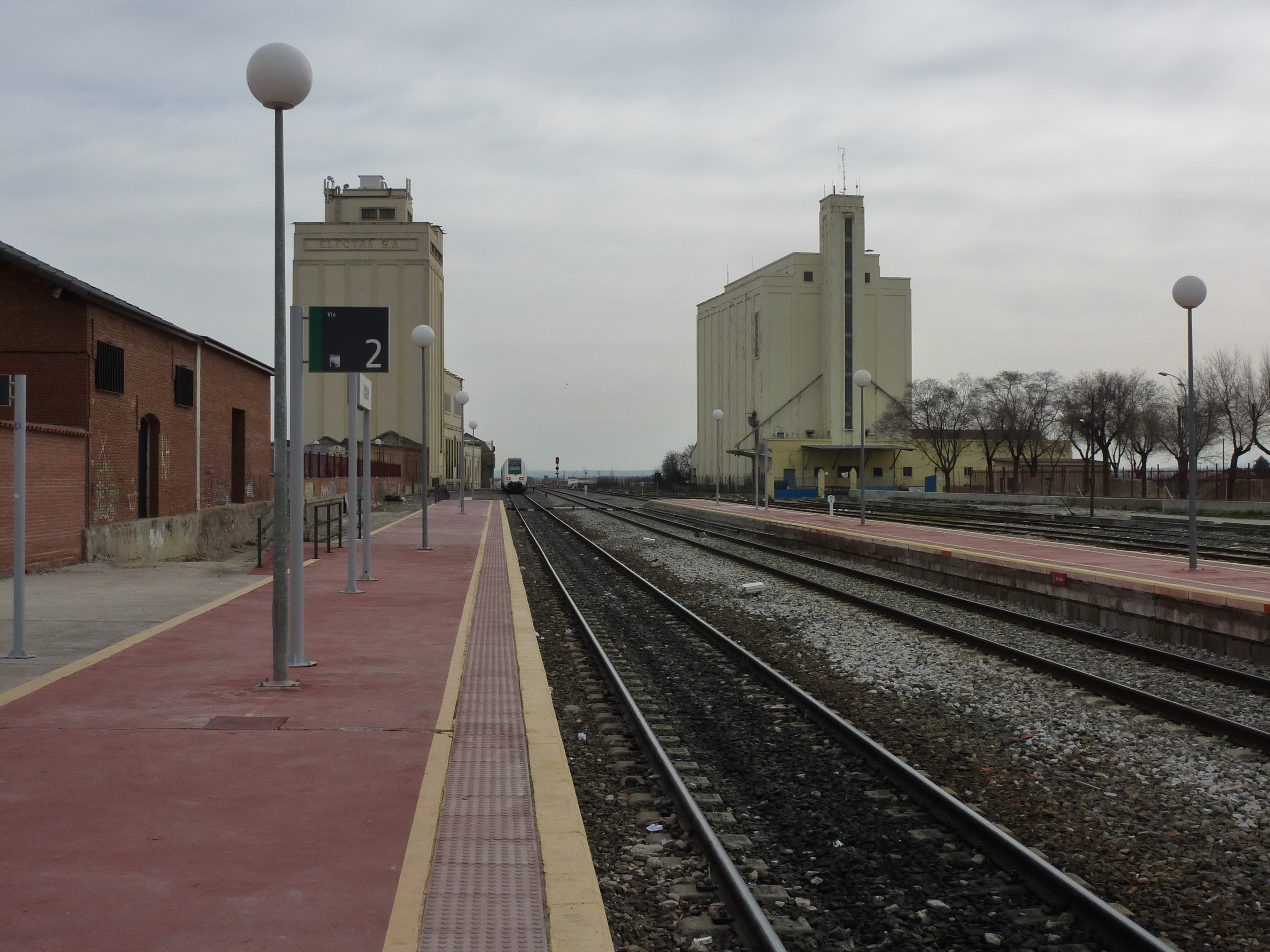
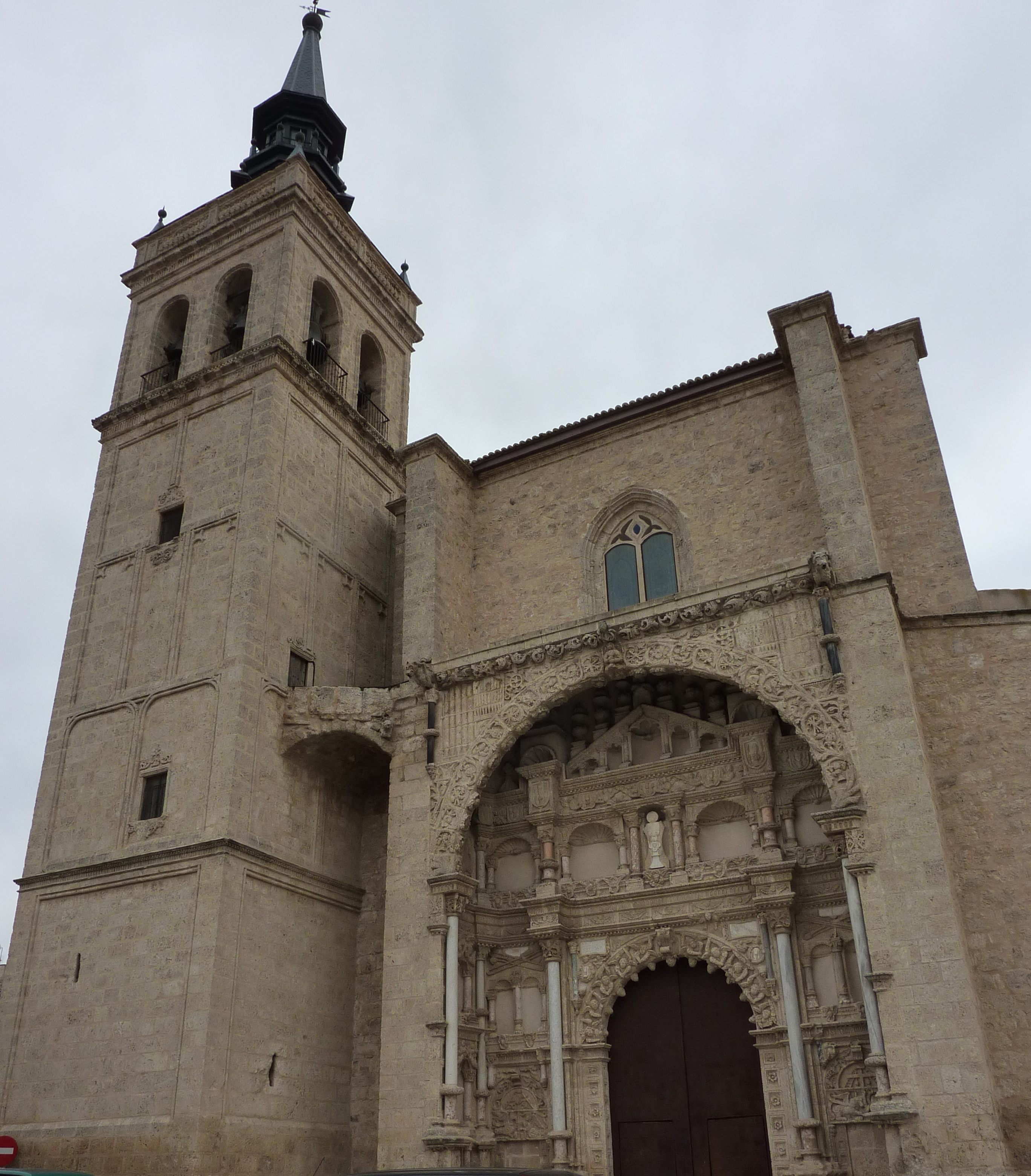

## وصلات خارجية
- الموقع الرسمي